# Municipio de Rocky Mount
El municipio de Rocky Mount (en inglés: Rocky Mount Township) es un municipio ubicado en el  condado de Nash en el estado estadounidense de Carolina del Norte. En el año 2010 tenía una población de 16.257 habitantes.

## Geografía
El municipio de Rocky Mount se encuentra ubicado en las coordenadas 35°55′30.56″N 77°49′0.93″O / 35.9251556, -77.8169250.